# Pontresina
Pontresina é uma comuna da Suíça, no Cantão Grisões, com cerca de 1.882 habitantes. Estende-se por uma área de 118,24 km², de densidade populacional de 16 hab/km². Confina com as seguintes comunas: Lanzada (IT - SO), La Punt-Chamues-ch, Livigno (IT-SO), Madulain, Poschiavo, Samedan, Zuoz.
A língua oficial nesta comuna é o Alemão.

## Idiomas
De acordo com o censo de 2000, a maioria da população fala Alemão (57,69%), com o Italiano (16,11%), como o segundo idioma mais falado, e o Português em terceiro, com 9,0% da população.
Até o século XIX, toda a população falava o dialeto Putér, da língua romanche. Devido ao aumento do intercâmbio com as outras regiões da Suíça e do mundo, em parte pelo turismo, a língua romanche apresentou declínio em Pontesina. Em 1880, apenas 45,7% da população falava o Romanche como língua principal, e, em 1900, eram apenas 33,6%. O declínio acentuou-se no século XX (26,7% em 1941; 16,22% em 1970 e 7,94% em 2000).